# 豐侯
“豐”侯之“豐”应为“酆”。《姓纂》所载酆氏的姓源是：“周文王第十七子酆侯之后，以国为姓，左传酆舒有二隽才，京兆”；《通志．氏族略．以国为氏》所载，文王第十七子受封于酆国，称为酆侯，其后以国为氏；民国商务书店《辞海》注释，酆侯之地为鄠，位于长安西南，涝水东岸，夏时扈国，秦为鄠邑，汉置鄠县，即今陕西省户县、咸阳一带；顾栋高《春秋大事表·五》中记载：酆本商崇侯虎之地，文王灭崇，作酆邑，武王封其弟为酆侯。